# Udo Pollmer
Udo Pollmer (* 5. Juni 1954 in Himmelpforten) ist ein deutscher Lebensmittelchemiker und Sachbuchautor. Er ist für kritische und provokante Aussagen zu Ernährungsempfehlungen und Diäten bekannt.

## Leben
Pollmer studierte Lebensmittelchemie an der Universität München. Seit dem Jahr 1981 arbeitet er als selbständiger Wissenschaftsjournalist und Unternehmensberater. Pollmer lebt in Gemmingen bei Heilbronn.
Pollmer war mehrere Jahre lang Lehrbeauftragter im Fachbereich für Haushalts- und Ernährungswissenschaften an der Fachhochschule Fulda (bis 1999) sowie an der Universität Oldenburg (bis 1996).
Er ist seit 1994 wissenschaftlicher Leiter des gemeinnützigen eingetragenen Vereins Europäisches Institut für Lebensmittel- und Ernährungswissenschaften e. V. (EU.L.E. e. V.) in München. Der Verein sieht es als seine Aufgabe, „die Fülle an Informationen und widersprüchlichen Empfehlungen auf dem Gebiet der Ernährung zu analysieren und die Ergebnisse der Öffentlichkeit zugänglich zu machen“. Im Vordergrund stehe der Wunsch nach einer unabhängigen, ideologiefreien Bewertung von Lebensmitteln, wissenschaftlichen Studien sowie von Ernährungsratschlägen.
Pollmer ist Mitglied im Beirat der Giordano-Bruno-Stiftung. Er war maßgeblich am Aufbau des 2008 in Hamburg eröffneten Deutschen Zusatzstoffmuseums beteiligt, das nach eigenen Angaben von sechs Vereinen, Stiftungen und Unternehmen gesponsert wird, darunter von der Tiefkühlmarke Frosta. Pollmer prüfte im Jahr 2002 die Produkte und Zutaten von Frosta auf Zusatzstoffe, damit das Unternehmen zukünftig Rezepte für Tiefkühlkost ohne Zusatzstoffe entwickeln konnte.
Pollmer ist gelegentlich Gastautor bei der Achse des Guten. Zudem veröffentlicht er regelmäßig Artikel und Kolumnen in Zeitschriften und tritt in Fernseh- und Hörfunkdokumentationen auf. Zwischen 1999 und 2019 hatte er unter dem Titel „Mahlzeit“ eine eigene Radio-Kolumne zu Ernährungsthemen im Deutschlandfunk Kultur (früher Deutschlandradio Berlin). Seit Juli 2018 ist er Gastautor bei Tichys Einblick, seit März 2019 veröffentlicht er dort eine monatliche Kolumne. Kritik äußert er häufig an der Studienmethodik. Viele Ernährungsempfehlungen beruhten auf Beobachtungsstudien, die keine Aussage zur Kausalität zuließen.

## Positionen
Pollmer rät von übermäßigem Verzehr von Rohkost (sowohl tierisch als auch pflanzlich) ab, da Rohkost im Gegensatz zu gekochter Kost stärker mikrobiologisch belastet sei und der Mensch ein „Coctivor“ sei, also eine gemeinsame Evolution mit dem Kochen als Zubereitung der Nahrung habe. Rohkost ist seiner Meinung nach „nicht gesund, sondern lediglich essbar – so wie rohe Eier auch.“ Die EHEC-Epidemie 2011 habe Deutschland den „größten bakteriellen Ausbruch nach dem Zweiten Weltkrieg“ beschert. In seinen Büchern führt Pollmer aus, dass Rohkost, wie auch übermäßiger Verzehr von Vollkornprodukten, für viele Menschen nicht ratsam sei, da – roh gegessene – schwer verdauliche Pflanzenfasern und Körnerbestandteile (dort insbesondere pflanzeneigene Stoffe wie Alkaloide zur Abwehr von Fraßfeinden) zu übermäßigen Blähungen und Darmbeschwerden führen können. Das betreffe insbesondere alte Obst- und Gemüsesorten.
In der Fernsehsendung Maybrit Illner im Juni 2011 vertrat Pollmer hinsichtlich der Verbreitung von EHEC die These: „Die Empfehlung, möglichst viel rohes Obst und Gemüse zu essen, setzt Verbraucher einem vermeidbaren Gesundheitsrisiko aus.“ Dieser Auffassung trat der SPD-Gesundheitspolitiker Karl Lauterbach mit dem Argument entgegen, dass EHEC auch durch Fleischkonsum übertragen werde, woraufhin Pollmer unwidersprochen anmerkte: „Rohe Lebensmittel übertragen Krankheitskeime“. Einen gesundheitlichen Nutzen von obst- und gemüsereicher Kost sieht Pollmer als nicht erwiesen an. Daher seien Salat oder Spargel als Luxusprodukte anzusehen.
Pollmer weist auf die sehr hohen Nitratgehalte im Rucola und Kopfsalat hin, eine Nitratbelastung des Trinkwassers durch Dünger hält er demgegenüber für statistisch vernachlässigbar. Nitrat sei zudem ein gesundheitsfördernder Inhaltsstoff, dennoch könne es für Schilddrüsenstörungen mitverantwortlich sein. Gefahr sieht Pollmer auch durch Lektine in Vollkornprodukten. Daher seien Lebensmittel aus Weißmehl bekömmlicher und letztlich gesünder.
Pollmer warnt vor Sojaprodukten, weil die enthaltenen hormonähnlichen Substanzen im Verdacht stünden, Männer unfruchtbar zu machen. Weiterhin stellt er Zusammenhänge mit Verhaltensstörungen, Allergien und Demenz her. Auch heimische Hülsenfrüchte böten Pollmer zufolge kein hochwertiges Eiweiß. Der Konsum von Fleisch könne nicht durch den Konsum großer Mengen Erbsen ersetzt werden: Die in Gartenerbsen oder Blatterbsen enthaltenen Stoffe könnten „schwere Nervenschäden“, Vergiftungen und Halluzinationen hervorrufen (Lathyrismus).
Vegetarische Ernährung ist laut Pollmer weder gesünder noch ökologischer. Auch bei der Produktion von Getreideprodukten, Obst und Gemüse würden Bienen benötigt und Schädlinge getötet. Zudem trage die Bio-Landwirtschaft in stärkerem Maße zur Nitratbelastung im Grundwasser bei. „Bio“ sei „eine Produktion für die verwöhnten Söhne und Töchter der Wohlstandsgesellschaften“. Einen Beleg für ein erhöhtes Krebsrisiko durch hohen Fleischkonsum sieht Pollmer als nicht erbracht an. Insekten als Fleischquelle lehnt Pollmer ab, weil sie eine schlechte Öko-Bilanz (hoher Energiebedarf zur Aufzucht, Fäkalien, Methanproduktion) hätten und ungünstige Stoffe (Harnsäure) enthalten würden. Auch Retorten-Fleisch kritisiert er mit Bezug auf den Energiebedarf. Zudem behauptet er, die eigentliche Motivation für diese Entwicklungen liege in der Erzeugung künstlicher Organe für die Pharmaindustrie.
Den Veganismus sieht Pollmer getrieben vom Blick auf gequälte Kreaturen. Er vermutet, dass sich daraus im Denken mancher Leute „Menschenverachtung“ und „Mordphantasien“ entwickelt, und dass sich Parallelen zum Nationalsozialismus ziehen ließen. So wecke Veganismus die „schlimmsten Seiten in uns“ und mache die Menschen dumm und letztlich „zu Kannibalen“.
Ärzte, die den Body-Mass-Index als Maßstab für Übergewicht verwenden, bezeichnete Pollmer als „plemplem“, denn: „wie kommt ein Mediziner auf die Idee, für Frauen und Männer, für Junge und Alte den gleichen Maßstab anzulegen?“ Pollmer empfiehlt, bei der Zufuhr von Nahrungsenergie auf das körpereigene Bedürfnis zu achten und sich nicht nach Ernährungsregeln zu richten. So könnten für Kinder auch Pommes frites gesund sein, weil der Energiebedarf sich damit am besten decken lasse und das „Darmhirn“ immer bestimme, welche Nahrung man zu sich nehmen soll. Das Gehirn sei eine entwicklungsgeschichtliche Ausstülpung des Darms, das erkläre die große Bedeutung des Bauchgefühls für das richtige Essen. Krankhaftes Übergewicht habe viele Ursachen, Pollmer betont die Rolle von Stress und Virusinfekten. Fast Food könne als Erklärung für die Adipositas-Epidemie in den USA nicht ausreichen. Wäre Fast Food tatsächlich so ungesund wie behauptet, wäre die Lebenserwartung in Europa viel geringer.
Auch bei der Trinkmenge brauche es meist keine Vorgabe, da das Durstgefühl ausreiche, um den Flüssigkeitsbedarf zu ermitteln. Gefährlicher sei es, zu viel zu trinken.
Laut Pollmer ist die richtige Ernährung vom genetischen Typ eines Menschen abhängig. Pollmer unterscheidet drei Typen, die sich unterschiedlich ernähren sollten: „Nomaden“, „Jäger und Sammler“ und „Ackerbauern“. Pollmer ist der Meinung, dass die Lebensmittel-Panschereien zunehmen, „vor allem solche, die der ‚Gesundheit‘ dienen sollen“, und spricht sich dafür aus, die Glutamat-Menge in Nahrungsmitteln zu begrenzen: „Wenn mit hochdosierten Geschmacksverstärkern teure Rohstoffe wie Fleisch ersetzt werden sollen, ist das aus meiner Sicht Betrug.“
In einem anderen Interview empfahl Pollmer, einen „Kater“ durch den maßvollen Konsum von Alkohol am Folgetag zu bekämpfen. Pollmer spricht sich gegen Nahrungsergänzungsmittel und Anreicherungen mit Vitaminen und Spurenelementen aus. Nach Daten einer Beobachtungsstudie sei höhere Kalziumzufuhr durch Supplemente mit dem vermehrten Auftreten von Nierensteinen assoziiert. Er betrachtet eine zusätzliche Jodzufuhr durch Jodsalz als überflüssig, zudem berge diese auch Risiken, z. B. durch die Bildung schilddrüsenhormonähnlicher Stoffe beim Erhitzen von mit Jodsalz versetzten Speisen.
Die Empfehlung zu fettarmer Kost sieht Pollmer nicht durch wissenschaftliche Belege begründet. In einem Interview mit der Zeitschrift Effilee vermutet Pollmer vielmehr, dass „Boshaftigkeit eine wesentliche Triebkraft“ sei. Die Ernährungsberatung werde von Frauen ausgeübt und diene dazu, namentlich Frauen zu destabilisieren, ja, sie fertigzumachen. Es sei Gewalt von Frauen gegen Frauen: „Angefangen hat der Ernährungsberatungswahn mit dem Ziel, den Damen zu erklären, sie müssten magerer werden, weil sie dann schöner seien. Jetzt sehen wir aber seit fünfzig Jahren auf der ganzen Welt, dass sie davon nur fetter werden. Gibt es nicht ein gutes Gefühl, Konkurrentinnen zu eliminieren, indem ich ihnen einen Rat gebe, der sie unansehnlicher macht?“ Ernährungsberaterinnen legten es darauf an, ihre Kundinnen durch gezielte Diätempfehlungen abnehmen zu lassen, was sie krank, unausgeglichen, depressiv und reizbar mache.

### Landwirtschaft und Tierhaltung
Pollmer rechtfertigt die Massentierhaltung damit, dass auch Tiere in der freien Natur Rudel bilden und sich in der Gruppe auf engem Raum aufhalten. Moderne Massentierhaltung sei auf die Bedürfnisse der Tiere abgestimmt. Gegenwärtig als Weideland genutzte Agrarflächen kann man, laut Pollmer, nicht für andere Formen der Landwirtschaft nutzen, weil dort keine anderen Produkte als Futtermittel anbaubar seien.

### Kritik an Parteien, NGOs und Medien
NGOs (wie Greenpeace, den BUND und Foodwatch) bezeichnet Pollmer als Spendensammelorganisationen, denen es „nicht um Gesundheit, sondern um Gesundheitssymbole gehe, die dafür gut sind, um an Spenden oder Geld vom Staat zu kommen“. Die Medien beförderten diesen Zusammenhang. Das Internet sei „wie eine Güllegrube mit Desinformation gefüllt, aus denen dann Hunderttausende ihr Wissen saugen“. Ernährungsberatern und Verbraucherschützern wirft er vor, die Verbraucher zu manipulieren. Pollmer fordert mehr Transparenz zu Inhaltsstoffen von Lebensmitteln, wendet sich aber gegen die Lebensmittelampel. Die Lebensmittelindustrie sei nur das Opfer, das auf den Druck der Ernährungslobby hin unnütze Produkte herstellen müsse.

## Kritik
Der Ernährungswissenschaftler Ibrahim Elmadfa schreibt: „Konstruktive Kritik wäre gut, aber Pollmer spricht nicht unsere Sprache, er gehört nicht zu unserem Kreis. Außerdem ist er Chemiker, nicht Ernährungswissenschaftler.“
Zu Pollmers Vegetarismus-Kritik wird bemerkt, dass diese sich zwar kritisch und spitzfindig zeigt, er selbst aber keine wissenschaftlich fundierten Fakten zu den positiven Effekten des Fleischkonsums vorlegt.
Pollmer äußert sich zunehmend auch zu Themen außerhalb seines Fachgebietes, z. B. Impfungen.

## Bücher
- mit Eva Kapfelsperger: Iß und stirb. Chemie in unserer Nahrung. KiWi 270, Köln 1982; ebd. 1992, ISBN 3-462-02187-7.
- mit Cornelia Hoicke, Hans-Ulrich Grimm: Vorsicht Geschmack. Was ist drin in Lebensmitteln? Mit Verbraucherlexikon der Zusatzstoffe. Hirzel, Stuttgart 1998; Rowohlt, Reinbek bei Hamburg 2000, ISBN 3-499-60790-5.
- mit Brigitte Schmelzer-Sandtner: Wohl bekomm’s! Was Sie vor dem Einkauf über Lebensmittel wissen sollten. Kiepenheuer & Witsch, Köln 1998; ebd. 2001, ISBN 3-462-03014-0.
- mit Susanne Warmuth: Lexikon der populären Ernährungsirrtümer. Missverständnisse, Fehlinterpretationen und Halbwahrheiten von Alkohol bis Zucker. Eichborn, Frankfurt am Main 2000; Piper, München 2009, ISBN 978-3-492-25335-2.
- mit Monika Niehaus: Lexikon der Fitness-Irrtümer. Mißverständnisse, Fehlinterpretationen und Halbwahrheiten von Aerobic bis Zerrung. Eichborn, Frankfurt am Main 2003; Piper, München 2006, ISBN 3-492-26174-4.
- mit Richard Friebe, Gerd Knoll: Eßt endlich normal! Wie die Schlankheitsdiktatur die Dünnen dick und die Dicken krank macht. Piper, München 2005; ebd. 2007, ISBN 978-3-492-24942-3.
- mit Monika Niehaus: Food-Design: Panschen erlaubt. Wie unsere Nahrung ihre Unschuld verliert. Hirzel, Stuttgart 2007; 3. A. ebd. 2010, ISBN 978-3-7776-1802-9.
- mit Monika Niehaus: Wer gesund isst, stirbt früher: Tatsachen und Trugschlüsse über unser Essen. BLV Buchverlag 2008, ISBN 978-3-8354-0312-3.
- mit Andrea Fock, Monika Niehaus, Jutta Muth: Opium fürs Volk: natürliche Drogen in unserem Essen. Rowohlt Taschenbuch, rororo 62635, Reinbek bei Hamburg 2010, ISBN 978-3-499-62635-7.
- mit Monika Niehaus, Andrea Fock und Jutta Muth: Wer hat das Rind zur Sau gemacht? Wie Lebensmittelskandale erfunden und benutzt werden. Rowohlt Taschenbuch, rororo 62760, Reinbek bei Hamburg 2012, ISBN 978-3-499-62760-6.
- Zusatzstoffe von A bis Z, was Etiketten verschweigen. Deutsches Zusatzstoffmuseum/Eule, Radebeul 2014, ISBN 978-3-9806226-4-6.
- mit Georg Keckl, Klaus Alfs: Don’t go Veggie. 75 Fakten zum vegetarischen Wahn. Hirzel, Stuttgart 2015, ISBN 978-3-7776-2416-7.

## Auszeichnungen
- 2008: Im Ranking der Zeitschrift Cicero zu „Deutschlands wichtigsten Vordenkern“ ist Udo Pollmer unter den 40 prominentesten Naturwissenschaftlern vertreten.[44]